# Jan Hadrava
Jan Hadrava (Rokycany, Checoslovaquia, 3 de junio de 1991) es un deportista checo que compite en voleibol, en las modalidades de playa y sala. Ganó una medalla de bronce en los Juegos Europeos de Bakú 2015, en el torneo masculino.

## Palmarés internacional
| Juegos Europeos | Juegos Europeos   | Juegos Europeos   | Juegos Europeos |
| Año             | Lugar             | Medalla           | Pareja          |
| --------------- | ----------------- | ----------------- | --------------- |
| 2015            | Bakú (Azerbaiyán) | Medalla de bronce | Přemysl Kubala  |